# Marlon Deter
Marlon Deter (* 1973 in Potsdam) ist ein rechtsextremer deutscher Politiker (AfD). Seit 2025 ist er Abgeordneter im Landtag Brandenburg.

## Leben
Deter besuchte von 1979 bis 1989 die Oberschule Carl-von-Ossietzky in Werder (Havel). Von 1989 bis 1990 absolvierte er das Spezialabitur für das Lehramtsstudium der DDR an der Pädagogischen Hochschule Potsdam. 1991 studierte er kurzzeitig Informatik an der Universität Potsdam. Von 1991 bis 1994 absolvierte er eine Ausbildung zum Bankkaufmann bei der Deutschen Bank AG in Berlin. Anschließend war er bis 2011 in verschiedenen Funktionen für die Deutsche Bank tätig. Von 2011 bis 2023 war er bei der Sparda-Bank Berlin angestellt. 2023 bis 2024 war er Büroleiter des brandenburgischen Landtagsabgeordneten Lars Hünich. Von 2024 bis zu seinem Einzug in den Landtag 2025 war er Mitarbeiter der AfD-Fraktion des Landtags Brandenburg.
Deter ist verheiratet, hat ein Kind und lebt in Werder (Havel).

## Politik
Deter war von 1994 bis 2014 Mitglied der SPD. 2018 trat er der AfD bei. Seit 2022 ist er Vorsitzender des AfD-Kreisverbands Potsdam-Mittelmark. Seit 2023 ist er Mitglied des Landesvorstands der AfD Brandenburg.
Seit 2019 ist Deter Mitglied der Stadtverordnetenversammlung von Werder (Havel) und Vorsitzender der dortigen AfD-Fraktion. Ebenfalls seit 2019 ist er Mitglied des Kreistags des Landkreises Potsdam-Mittelmark.
2022 kandidierte Deter bei der Bürgermeisterwahl in Werder (Havel), verfehlte jedoch den Einzug in die Stichwahl.
Bei der Landtagswahl in Brandenburg 2019 kandidierte Deter im Landtagswahlkreis Potsdam-Mittelmark III/Potsdam III, verfehlte jedoch den Einzug in den Landtag. Bei der Landtagswahl 2024 kandidierte er auf Platz 12 der AfD-Landesliste sowie nochmals im Wahlkreis Potsdam-Mittelmark III/Potsdam III, verfehlte jedoch zunächst erneut den Einzug in den Landtag. Er rückte am 10. April 2025 für Birgit Bessin in den Landtag nach.